# 에우브라키우라
에우브라키우라(Eubrachyura)는 갑각류 생물군(분류 계급상, 절(節, section)의 일종)의 하나로 좀더 발달한 게류를 포함하고 있다. 암수의 생식공의 위치에 따라서 2개의 아절로 나누고 있다. 헤테로트레마타아절의 수컷 생식공은 다리에 자리하지만, 암컷은 배 쪽에 있다. 반면에 토라코트레마타아절은 암수 모두 배 쪽에 생식공이 있다. 이는 생식공이 항상 다리에 있는 다른 십각류와 대조적이다. 헤테로트레마타는 그 2개의 생물군 중에서 큰 분류군이며, 부채게상과와 애기털보부채게상과 그리고 담수에 사는 모든 게류(게카르키누쿠스상과, 포타몬상과)를 포함하고 있다. 멸종한 화석 종 중에서 가장 오랜 종은 바토니안기(쥐라기 중기)까지 거슬러 올라간다.*